# Tesáre
Tesáre – wieś (obec) na Słowacji, w kraju nitrzańskim, w powiecie Topolczany na Nizinie Naddunajskiej.
Tesáre leżą u południowo-wschodnich podnóży grupy górskiej Gór Inowieckich (słow. Považský Inovec). Przez wieś przepływa Zľavský potok, który przegrodzony powyżej zabudowy wsi zaporą zasila zbiornik wodny Tesáre.
W osadzie Kokošová w południowo-zachodniej części wsi znajduje się barokowo-klasycystyczny dwór (słow. kaštieľ Tesáre) z 2. połowy XVIII w.